# Marcell Jacobs
Lamont Marcell Jacobs (El Paso, Estados Unidos, 26 de septiembre de 1994) es un deportista italiano que compite en atletismo, especialista en las carreras de velocidad. Es doble campeón olímpico en los Juegos de Tokio 2020.
Participó en dos Juegos Olímpicos de Verano, obteniendo dos medallas de oro en Tokio 2020, en las pruebas de 100 m y 4 × 100 m, y en París 2024 terminó cuarto en el relevo 4 × 100 m y quinto en los 100 m.
Ganó una medalla de plata en el Campeonato Mundial de Atletismo de 2023, una medalla de oro en el Campeonato Mundial de Atletismo en Pista Cubierta de 2022, tres medallas de oro en el Campeonato Europeo de Atletismo, en los años 2022 y 2024, y dos medallas en el Campeonato Europeo de Atletismo en Pista Cubierta, en los años 2021 y 2023.

## Trayectoria
Nació en El Paso, Texas, hijo de padre estadounidense y madre italiana, pero ha vivido en Italia desde pequeño. Su primer éxito internacional fue la medalla de oro en el Campeonato Europeo de Atletismo en Pista Cubierta de 2021, en la prueba de 60 m.
En los Juegos Olímpicos de Tokio 2020 se coronó doble campeón, al ganar la final de los 100 m, con un tiempo de 9,80 s, y la final del relevo 4 × 100 m (junto con Lorenzo Patta, Eseosa Desalu y Filippo Tortu).
En 2022, obtuvo la medalla de oro en el Campeonato Mundial en Pista Cubierta en la prueba de 60 m, con un tiempo de 6,41 s, y la medalla de oro en el Campeonato Europeo, en los 100 m, con un tiempo de 9,95 s. En el Campeonato Europeo de 2024 logró dos medallas de oro, en 100 m y en 4 × 100 m.

## Palmarés internacional
| Juegos Olímpicos                     | Juegos Olímpicos   | Juegos Olímpicos | Juegos Olímpicos |
| Año                                  | Lugar              | Medalla          | Prueba           |
| ------------------------------------ | ------------------ | ---------------- | ---------------- |
| 2020                                 | Tokio (Japón)      | Medalla de oro   | 100 m            |
| 2020                                 | Tokio (Japón)      | Medalla de oro   | 4 × 100 m        |
| Campeonato Mundial                   |                    |                  |                  |
| Año                                  | Lugar              | Medalla          | Prueba           |
| 2023                                 | Budapest (Hungría) | Medalla de plata | 4 × 100 m        |
| Campeonato Mundial en Pista Cubierta |                    |                  |                  |
| Año                                  | Lugar              | Medalla          | Prueba           |
| 2022                                 | Belgrado (Serbia)  | Medalla de oro   | 60 m             |
| Campeonato Europeo                   |                    |                  |                  |
| Año                                  | Lugar              | Medalla          | Prueba           |
| 2022                                 | Múnich (Alemania)  | Medalla de oro   | 100 m            |
| 2024                                 | Roma (Italia)      | Medalla de oro   | 100 m            |
| 2024                                 | Roma (Italia)      | Medalla de oro   | 4 × 100 m        |
| Campeonato Europeo en Pista Cubierta |                    |                  |                  |
| Año                                  | Lugar              | Medalla          | Prueba           |
| 2021                                 | Toruń (Polonia)    | Medalla de oro   | 60 m             |
| 2023                                 | Estambul (Turquía) | Medalla de plata | 60 m             |